# Heidemarie Reineck
Heidemarie Reineck (n. 15 februarie 1952, Berlin, RDG) este o înotătoare germană, medaliată olimpică. A participat la 2 ediții ale Jocurilor Olimpice (1968, 1972) în care a câștigat 3 medalii de bronz.